# 西施 (1995年电视剧)
西施，是1995年由中國製作一共21集的電視古裝連續劇，描写了春秋时期西施的故事。导演是执导过《西游记》的著名导演杨洁，主演是当时还在北京电影学院读书的蒋勤勤。

## 演員表
- 西施 蒋勤勤 飾
- 郑旦 徐路 飾
- 夫差 寇振海 飾
- 勾践 张秋歌 飾
- 范蠡 徐少华 飾
- 文种 王力民 飾
- 计倪 王砚辉 飾
- 伯嚭 马书良 飾
- 伍子胥 张光正 飾
- 诸稽郢 刘大刚 飾
- 胥门巢 崔景富 飾
- 老太后 韩静茹 飾
- 勾践夫人 刘远 飾
- 阖闾 曹福祥 飾
- 离苦 李鸿昌 飾
- 离英 王九胜 飾
- 展如 赵龙豪 飾
- 西施母亲 朱曼芳 飾
- 越处女 宋林静 飾
- 吴王后 康群智 飾
- 庆忌 宋小川 飾
- 子贡 李建成 飾
- 王孙雄 于彦凯 飾
- 公庆 兰法庆 飾
- 施仲 马永贵 飾

## 职员表
- 制片人：杜荣生、严波
- 编剧：柯章和、朱抗美、杨洁
- 导演：杨洁